# Rafael Ortega (baseball)
Pour les articles homonymes, voir Rafael Ortega et Rafael Ortega (boxe anglaise).
Rafael Ángel Ortega García (né le 15 mai 1991 à El Tigre, Anzoátegui, Venezuela) est un voltigeur des Ligues majeures de baseball.

## Carrière
Rafael Ortega signe son premier contrat professionnel en 2008 avec les Rockies du Colorado. Il fait ses débuts dans le baseball majeur avec cette équipe le 30 septembre 2012. À son premier passage au bâton, il réussit son premier coup sûr au plus haut niveau, contre le lanceur Josh Beckett des Dodgers de Los Angeles et termine sa journée avec deux simples et un but volé.
Ortega joue en ligues mineures dans l'organisation des Rockies jusqu'en 2013, puis passe deux ans avec des clubs mineurs affiliés aux Cardinals de Saint-Louis avant de signer chez les Angels de Los Angeles en décembre 2015.
Il ne joue pas dans les majeures entre le 1er octobre 2012, date de son deuxième et dernier match avec Colorado, et le 16 avril 2016 lorsqu'il s'aligne avec les Angels. En 66 matchs pour les Angels en 2016, Ortega maintient une moyenne au bâton de ,232 avec un coup de circuit, 16 points produits et 8 buts volés.
Il signe un contrat des ligues mineures avec les Padres de San Diego le 6 décembre 2016 mais passe l'année 2017 avec leur club-école d'El Paso. En décembre 2017, il est mis sous contrat par les Marlins de Miami.